# إليسيندا غريغسبي (عالمة رياضيات)
جوليا إليسيندا (إيلي) غريغسبي (بالإنجليزية: Julia Elisenda (Eli) Grigsby)‏ هي عالمة رياضيات أمريكية تعمل كأستاذة مشاركة في كلية بوسطن. يتعلق بحثها بالطوبولوجيا منخفضة الأبعاد، بما في ذلك نظرية العقد ومبدئي نظرية الأصناف.

## التعليم والوظيفة
حصلت جوليا على درجة البكالوريوس في الرياضيات من جامعة هارفارد في عام 1999، بعد محاولات سابقة في الكيمياء الحيوية والفيزياء. وبعد عام من العمل كباحثة عمليات في وادي السيليكون، عادت لإكمال الدراسات العليا في جامعة كاليفورنيا ببيركلي، وأكملت الدكتوراه في عام 2005 بموجب الإشراف المشترك من جانب روبيون كيربي وبيتر أوسفاز.
كما عملت كباحثة بعد الدكتوراة في جامعة كولومبيا ومعهد بحوث العلوم الرياضية، وانضمت إلى كلية بوسطن في عام 2009.

## الخدمات
تنتمي إلسييندا إلى المجلس الاستشاري لزاوية الفتيات، وهي منظمة غير هادفة للربح لتشجيع الفتيات على المشاركة في الرياضيات، وهي مسؤولة عن إنشاء سلسلة من محاضرات الفيديو من قبل نساء في الرياضيات لزاوية البنات.

## التكريم
في عام 2014، أصبحت الفائز الأول بجائزة جوان وجوزيف بيرمان البحثية في الطوبولوجيا والهندسة، والتي تمنحها كل سنتين جمعية المرأة للرياضيات لباحثة شابة في مجال الطوبولوجيا أو الهندسة.